# Marpesia harmonia
Espèce
Synonymes
- Nymphalis harmonia Klug, 1836

Marpesia harmonia est une espèce d'insectes lépidoptères de la famille des Nymphalidae, de la sous-famille des Limenitidinae et du genre Marpesia.

## Dénomination
Marpesia harmonia est le nom donné par Johann Christoph Friedrich Klug en 1836.
Synonyme : Nymphalis harmonia Klug, 1836.

### Noms vernaculaires
Il se nomme en anglais Pale Daggerwing ou Harmonia Daggerwing.

## Description
C'est un grand papillon au dessus de couleur jaune d'or qui possède une fine queue à chaque aile postérieure. Il est orné de plusieurs fines lignes noires. Le revers blanc grisé est orné des mêmes lignes mais de couleur jaune d'or.

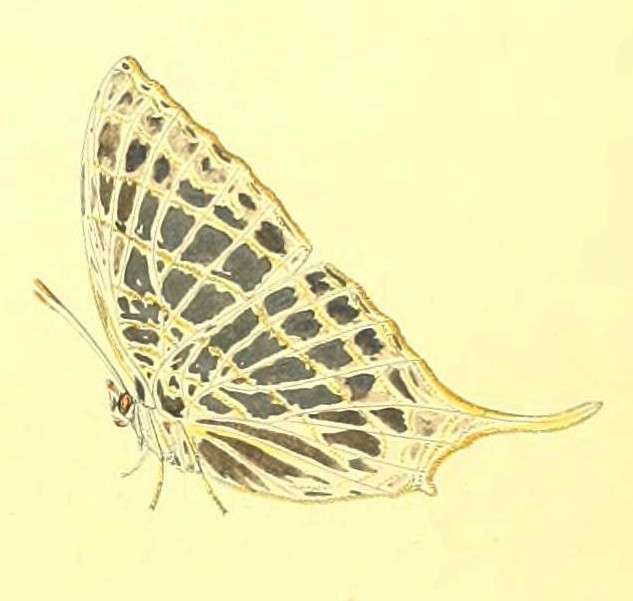
Revers de Marpesia harmonia.

## Écologie et distribution
Il réside au Mexique et au Guatemala,.

### Biotope
Il réside dans la forêt tropicale.

### Protection
Pas de statut de protection particulier trouvé.